# Mesochorus luteocinctus
Mesochorus luteocinctus là một loài tò vò trong họ Ichneumonidae.